# 연변라지오텔레비죤방송
연변라지오텔레비죤방송(延邊-放送, 중국어: 延边广播电视台, YanBian Radio Television Broadcasting Station, YBRT) 또는 연변라지오TV방송국은 중화인민공화국 길림성 연길시에 있는 텔레비전 방송국이다. 한국어, 중국어의 2개언어로 방송되고 있다.

## 역사
- 1977년 12월 31일 : 개국.
- 2006년 8월 10일 : 연변텔레비죤방송 개국.
- 2014년 : 연변텔레비죤방송과 연변인민방송이 합병.

## 방송체계
- 한국어 프로그램과 중국어 프로그램이 있다. 1일 18시간. 한국어와 중국어 방송비중은 40%：60%

## 위치
- 중화인민공화국 길림성 연변조선족자치주 연길시 국자거리 1558번지